# Rhamnidium shaferi
Rhamnidium shaferi är en brakvedsväxtart som beskrevs av Nathaniel Lord Britton och Wilson. Rhamnidium shaferi ingår i släktet Rhamnidium och familjen brakvedsväxter. Inga underarter finns listade i Catalogue of Life.